# Dasyhelea acuminata
Dasyhelea acuminata är en tvåvingeart som beskrevs av Jean-Jacques Kieffer 1919. Dasyhelea acuminata ingår i släktet Dasyhelea och familjen svidknott. Inga underarter finns listade i Catalogue of Life.